# Christoph Kramer
Christoph Kramer (* 19. Februar 1991 in Solingen) ist ein deutscher Fußballspieler und Schriftsteller. Er war von 2014 bis 2016 deutscher Nationalspieler und wurde 2014 Weltmeister. Seit 2018 arbeitet er als TV-Experte für das ZDF.

## Ausbildung und Herkunft
Kramer besuchte die Grundschule Meigen in Solingen von 1997 bis 2001. Im Jahre 2010 legte er das Abitur an der Solinger August-Dicke-Schule ab. Anschließend absolvierte er seinen Zivildienst beim Solinger Sportbund.
Kramer war der erste Solinger, der bei einer Weltmeisterschaft für die deutsche Fußballnationalmannschaft spielte.

## Sportliche Laufbahn

### Vereinskarriere
Kramer begann mit fünf Jahren beim BV Gräfrath mit dem Fußballspielen. Danach schloss er sich der Jugend von Bayer 04 Leverkusen an. 2006 wechselte er in die Jugendabteilung von Fortuna Düsseldorf und kehrte 2008 nach Leverkusen zurück. Am 7. Mai 2010, dem 32. Spieltag der Regionalliga-Saison 2009/10, gab Kramer sein Debüt für die zweite Mannschaft. Im Spiel gegen die Sportfreunde Lotte wurde er in der 89. Minute für Björn Kluft eingewechselt. In der folgenden Saison 2010/11 absolvierte er 26 Spiele.
Zur Saison 2011/12 wechselte Kramer für zwei Jahre auf Leihbasis zum VfL Bochum, um in der 2. Bundesliga Spielpraxis zu sammeln. Dort kam er am 18. Juli 2011 im Auswärtsspiel bei Fortuna Düsseldorf (0:2) zu seinem ersten Profieinsatz, als er in der 75. Minute für Andreas Johansson eingewechselt wurde. Bei den Bochumern entwickelte sich Kramer zum Stammspieler und kam in zwei Jahren auf 61 Zweitligaeinsätze (vier Tore).
Vor der Saison 2013/14 verlängerte Kramer seine Vertragslaufzeit mit Bayer 04 Leverkusen bis 2017. Gleichzeitig wechselte er auf Leihbasis für zwei Jahre zu Borussia Mönchengladbach und empfahl sich zum Saisonbeginn für deren Startelf. Am 17. August 2013 (2. Spieltag) erzielte er beim 3:0-Sieg im Heimspiel gegen Hannover 96 mit dem Treffer zum 2:0 in der 53. Minute sein erstes Bundesligator. Kramer entwickelte sich zu einem Leistungsträger der Borussia und absolvierte 33 Bundesligaspiele, wobei er drei Tore erzielte.
In der folgenden Saison 2014/15 nahm Borussia Mönchengladbach an der Qualifikation zur UEFA Europa League teil. Hier debütierte Kramer am 28. August 2014 beim 7:0-Heimsieg im Rückspiel gegen den FK Sarajevo auf internationalem Parkett. Insgesamt kam er in der Saison auf sechs Einsätze in diesem Wettbewerb. In der Bundesliga lief Kramer in 30 Spielen auf und erzielte zwei Tore. Am Ende erreichte die Borussia den dritten Tabellenplatz und damit die direkte Qualifikation zur UEFA Champions League.
Zur Saison 2015/16 kehrte Kramer zu Bayer 04 Leverkusen zurück. Sein Vertrag lief nach einer weiteren Laufzeitverlängerung bis 2019. Er absolvierte 28 Bundesligaspiele und zwölf Europapokalspiele für die Werkself.
Nach einer Saison beendete Kramer sein Engagement in Leverkusen und wurde jetzt fest von Borussia Mönchengladbach bis Juni 2021 verpflichtet. In der Bundesliga kam Kramer auf 24 Einsätze für seinen neuen, alten Verein, konnte aber kein Tor erzielen. In der Champions League absolvierte Kramer sieben Spiele (mit Qualifikation) sowie noch zwei weitere in der Europa League.
In den folgenden Saisons 2017/18 und 2018/19 laborierte Christoph Kramer öfter an kleineren Verletzungen. Er kam auf 27 bzw. 18 Einsätze und erzielte drei respektive zwei Tore. Europäisch spielte Borussia Mönchengladbach in dieser Zeit nicht. Das änderte sich zur Saison 2019/20, wo man auch mit Kramer wieder in der Europa League antrat. Auch in der Anfangsphase der Bundesligasaison kam er wieder regelmäßig zum Einsatz. In der Hinrunde der Saison 2022/23 bestritt Kramer beim 3:0-Heimsieg der Borussia gegen RB Leipzig am 17. September 2022 sein 250. Spiel im Trikot der „Fohlenelf“. Am 4. März 2023 folgte sein 250. Bundesligaspiel.
Trotz eines bis 2025 laufenden Vertrags verließ Kramer den Verein noch vor Beginn der Saison 2024/25.
Kramer war flexibel einsetzbar. Seine angestammte Position war das defensive Mittelfeld. Er wurde mitunter aber auch als hängende Spitze oder als Innenverteidiger eingesetzt.

### Auswahleinsätze

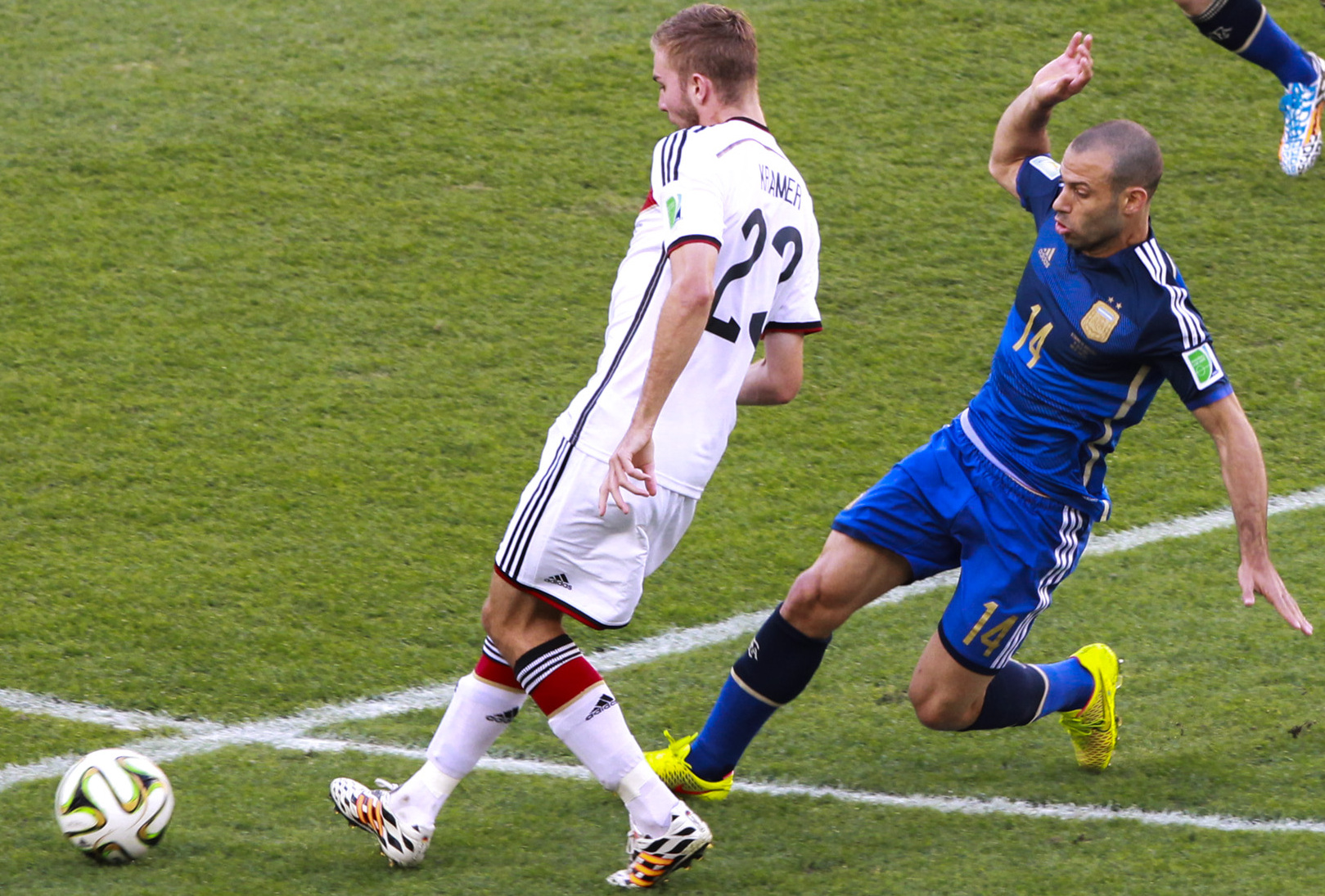
Kramer im Zweikampf mit Javier Mascherano im WM-Finale 2014 gegen Argentinien

Kramer absolvierte seinen ersten Einsatz für die deutsche U-19-Nationalmannschaft am 7. September 2009 beim 1:0-Sieg in Belgien gegen die gastgebenden Altersgenossen. Für die U-19-Nationalelf spielte er in fünf Spielen und erzielte dabei kein Tor. Sein letztes Spiel absolvierte er am 9. Februar 2010, als er bei der 1:3-Niederlage im andalusischen La Manga gegen die portugiesischen Altersgenossen in der 75. Minute für Berkan Afsarli eingewechselt wurde. Zwischen 2009 und 2010 kam er zu vier Einsätzen für die deutsche U-20-Nationalmannschaft, in denen er ein Tor erzielte.
Kramer spielte erstmals im Freundschaftsspiel am 13. Mai 2014 im Volksparkstadion in Hamburg gegen die polnische Auswahl für die deutsche A-Nationalelf. Anschließend berief Bundestrainer Joachim Löw ihn in das Aufgebot für die WM 2014 in Brasilien. Sein Debüt bei der WM gab Kramer am 30. Juni 2014 im Achtelfinale gegen Algerien (2:1 n. V.), als er in der 109. Spielminute für Bastian Schweinsteiger eingewechselt wurde. Er rückte im Finale der WM durch eine Verletzung Sami Khediras in die Startformation; die DFB-Auswahl wurde durch das 1:0 n. V. Weltmeister. In diesem Spiel wurde Kramer nach 31 Spielminuten gegen André Schürrle ausgewechselt, nachdem er sich in der 17. Minute durch einen Zusammenprall mit dem Argentinier Ezequiel Garay eine Gehirnerschütterung zugezogen und danach Schiedsrichter Nicola Rizzoli zweimal gefragt hatte, ob dies das WM-Finalspiel sei. Rizzoli bat daraufhin Jogi Löw, Kramer auszuwechseln.
Nach der WM wurde er in drei der sechs im Jahr 2014 übrigen Freundschafts- und EM-Qualifikationsspielen in der Startaufstellung aufgeboten, kam aber in den nächsten anderthalb Jahren nur noch zu vier Kurzeinsätzen. Für die EM 2016 in Frankreich nominierte Bundestrainer Löw Kramer nicht. Zu weiteren Einsätzen kam er nicht mehr. Am Ende standen zwölf A-Länderspiele zu Buche.

## Titel
- Weltmeister: 2014

## Tätigkeit als Fernsehexperte
Im Mai 2018 verpflichtete das ZDF Kramer als einen von vier „TV-Experten“ für die Vorrunde der WM 2018 in Russland. Auch während der Fußball-Europameisterschaften 2021 und 2024 sowie bei der Fußball-Weltmeisterschaft 2022 in Katar war Kramer wieder für das ZDF als Experte im Einsatz.
Das Internetmagazin DWDL.de ernannte ihn für seine Statements während der Berichterstattung des EM-Turniers zum Bildschirmhelden 2021 mit dem Urteil: „Klare Kante, klare Worte. Das machte Christoph Kramer zum besten TV-Experten der Fußball-Europameisterschaft. Und sollte die Karriere des Fußballprofis irgendwann enden, gäbe es sicher eine Anschlussbeschäftigung – als Fernsehprofi.“ Zur Berichterstattung über die Fußball-Europameisterschaft 2024 kommentierte Peter Penders von der FAZ: „[Kramer] hebt sich weit heraus aus der ganzen Schar an Experten, die uns auf diversen Sendern und Streamingdiensten beglücken. Er ist informativ, wortgewandt, schlagfertig, kenntnisreicher als seine Gesprächspartner und wirkt dabei immer locker und unaufgeregt. Da Klopp gerade nichts weiter zu tun hat, wäre ein Duo Kramer/Klopp die Erfüllung eines Traumes. Da könnte man vieles an Nebenberichterstattung weglassen, wenn man nur diese beiden über Fußball reden lassen würde. Manchmal sogar das Spiel.“
In der Prime-Video-Show One Mic Stand, in der Stand-up-Comedians Prominente coachen, trat Kramer in der im Juli 2022 erschienenen ersten Staffel als Ersatz für den von Harald Schmidt gecoachten Mats Hummels auf. Seit dem Herbst 2024 gehört Kramer zudem zum Expertenteam von Prime Video bei den Dienstagsspielen der UEFA Champions League.
Seit 2023 ist er Co-Host des Fußball-Podcasts Copa TS von Tommi Schmitt.

## Tätigkeit als Schriftsteller
Im März 2025 veröffentlichte Kramer bei Kiepenheuer & Witsch seinen Debütroman Das Leben fing im Sommer an. Als Hörbuch erschien er im Argon Verlag, gelesen von Christoph Maria Herbst. In seinem autofiktionalen Werk beschreibt er drei Tage in Solingen im Sommer 2006 während der Fußball-WM in Deutschland. Der Protagonist, den er „Chris Kramer“ nennt, erlebt die erste Liebe und die erste Enttäuschung. Chris wird von Debbie erobert, dem attraktivsten Mädchen der Schule, verliert es aber bald an einen anderen Jungen und fliegt aus der Jugendmannschaft von Bayer Leverkusen. Seine eigene Wut aus Verlusterfahrungen und Niederlagen als Fünfzehnjähriger setzte Kramer, wie er im Spiegel-Interview schilderte, auf dem Fußballplatz in positive Emotionen um. Der Roman erreichte in der Woche seines Erscheinens Platz 1 der Börsenblatt-Bestsellerliste bei Hardcoverbüchern im Bereich Belletristik sowie Platz 1 der Spiegel-Bestsellerliste. In der Fernsehsendung Inas Nacht kündigte er im Juli 2025 an, dass sein Buch verfilmt wird.

## Sonstiges
Christoph Kramer wurde in seiner Heimatstadt Solingen zum Sportler des Jahres 2014 und 2015 gewählt. Er ist seit 2019 verheiratet und lebt mit seiner Frau in Düsseldorf.
Am 15. Oktober 2024 erhielt Kramer eine Nominierung für das 14-köpfige Aufgebot für die Kleinfeld-WM 2024 vom 28. November bis zum 7. Dezember im Oman. Am 6. Dezember schied die deutsche Mannschaft nach einem 3:4 gegen Rumänien im Viertelfinale aus. In diesem Spiel konnte Christoph Kramer wegen einer Verletzung in der Gruppenspielphase nicht eingesetzt werden.